# Falcileptoneta taoqii
Espèce
Falcileptoneta taoqii est une espèce d'araignées aranéomorphes de la famille des Leptonetidae.

## Distribution
Cette espèce est endémique du Jilin en Chine,. Elle se rencontre à Ji'an dans la grotte Feng.

## Description
Le mâle holotype mesure 2,16 mm et la femelle paratype 2,23 mm.

## Systématique et taxinomie
Cette espèce a été décrite par Yu et Lin en 2025.

## Étymologie
Cette espèce est nommée en l'honneur de Tao-qi Wang.

## Publication originale
- Yu, Xing & Lin, 2025 : « A new species of the genus Falcileptoneta Komatsu, 1970 (Araneae, Leptonetidae) from Jilin, China. » Biodiversity Data Journal, vol. 13, no e143433, p. 1-10 (texte intégral).